# Buccinum humphreysianum
Buccinum humphreysianum is een soort in de klasse van de Gastropoda (Slakken).
Het dier komt uit het geslacht Buccinum en behoort tot de familie Buccinidae. Buccinum humphreysianum werd in 1824 beschreven door Edward Turner Bennet.